# Scinax boulengeri
Scinax boulengeri és una espècie de granota que es troba a Colòmbia, Costa Rica, Nicaragua, Panamà i, possiblement també, a Hondures.